# Vrij (single)
Vrij is een single van Nick & Simon. Het is afkomstig van hun album Sterker. Vrij was de eerste single in de aanloop van dat album dat pas vijf maanden later verscheen. De single verscheen in het kader van Nick en Simons ambassadeurschap voor vrijheid, en werd uitgegeven ter viering van de Nederlandse Bevrijdingsdag 5 mei versie 2012 ("Je bent vrij in alles wat je doet, in alles wat je wilt,
maar sta je er ook bij stil").

## Hitlijsten
In Nederland haalde het de hitlijsten, in Vlaanderen alleen de Ultratiplijst van de Ultratop 50.

## Hitnoteringen

### Nederlandse Top 40
| Hitnotering: 21-04-2012 t/m 09-06-2012 | Hitnotering: 21-04-2012 t/m 09-06-2012 | Hitnotering: 21-04-2012 t/m 09-06-2012 | Hitnotering: 21-04-2012 t/m 09-06-2012 | Hitnotering: 21-04-2012 t/m 09-06-2012 | Hitnotering: 21-04-2012 t/m 09-06-2012 | Hitnotering: 21-04-2012 t/m 09-06-2012 | Hitnotering: 21-04-2012 t/m 09-06-2012 | Hitnotering: 21-04-2012 t/m 09-06-2012 | Hitnotering: 21-04-2012 t/m 09-06-2012 |
| Week:                                  | 1                                      | 2                                      | 3                                      | 4                                      | 5                                      | 6                                      | 7                                      | 8                                      |                                        |
| -------------------------------------- | -------------------------------------- | -------------------------------------- | -------------------------------------- | -------------------------------------- | -------------------------------------- | -------------------------------------- | -------------------------------------- | -------------------------------------- | -------------------------------------- |
| Positie:                               | 26                                     | 25                                     | 18                                     | 15                                     | 14                                     | 13                                     | 21                                     | 35                                     | uit                                    |

### NederlandseSingle Top 100
| Hitnotering: (Week 1 t/m 7) 14-04-2012 t/m 26-05-2012 Hitnotering: (Week 8) 09-06-2012 | Hitnotering: (Week 1 t/m 7) 14-04-2012 t/m 26-05-2012 Hitnotering: (Week 8) 09-06-2012 | Hitnotering: (Week 1 t/m 7) 14-04-2012 t/m 26-05-2012 Hitnotering: (Week 8) 09-06-2012 | Hitnotering: (Week 1 t/m 7) 14-04-2012 t/m 26-05-2012 Hitnotering: (Week 8) 09-06-2012 | Hitnotering: (Week 1 t/m 7) 14-04-2012 t/m 26-05-2012 Hitnotering: (Week 8) 09-06-2012 | Hitnotering: (Week 1 t/m 7) 14-04-2012 t/m 26-05-2012 Hitnotering: (Week 8) 09-06-2012 | Hitnotering: (Week 1 t/m 7) 14-04-2012 t/m 26-05-2012 Hitnotering: (Week 8) 09-06-2012 | Hitnotering: (Week 1 t/m 7) 14-04-2012 t/m 26-05-2012 Hitnotering: (Week 8) 09-06-2012 | Hitnotering: (Week 1 t/m 7) 14-04-2012 t/m 26-05-2012 Hitnotering: (Week 8) 09-06-2012 | Hitnotering: (Week 1 t/m 7) 14-04-2012 t/m 26-05-2012 Hitnotering: (Week 8) 09-06-2012 | Hitnotering: (Week 1 t/m 7) 14-04-2012 t/m 26-05-2012 Hitnotering: (Week 8) 09-06-2012 |
| Week:                                                                                  | 1                                                                                      | 2                                                                                      | 3                                                                                      | 4                                                                                      | 5                                                                                      | 6                                                                                      | 7                                                                                      |                                                                                        | 8                                                                                      |                                                                                        |
| -------------------------------------------------------------------------------------- | -------------------------------------------------------------------------------------- | -------------------------------------------------------------------------------------- | -------------------------------------------------------------------------------------- | -------------------------------------------------------------------------------------- | -------------------------------------------------------------------------------------- | -------------------------------------------------------------------------------------- | -------------------------------------------------------------------------------------- | -------------------------------------------------------------------------------------- | -------------------------------------------------------------------------------------- | -------------------------------------------------------------------------------------- |
| Positie:                                                                               | 13                                                                                     | 4                                                                                      | 12                                                                                     | 12                                                                                     | 22                                                                                     | 53                                                                                     | 89                                                                                     | uit                                                                                    | 99                                                                                     | uit                                                                                    |

### NPO Radio 2 Top 2000
Vrij stond alleen in 2012 in de NPO Radio 2 Top 2000, op plek 1722.